# Alappuzha
Alappuzha (malayalam: ആലപ്പുഴ), coneguda també com a Alleppey, Alleppi, Aulapolay, Allapalli i altres variants, el nom Alappuzha fou adoptat oficialment el 1990) és una ciutat de l'Índia a l'estat de Kerala, capital del districte d'Alappuzha. Per tenir diversos canals, platges i llacunes és una de les ciutats anomenades Venècia d'Orient.

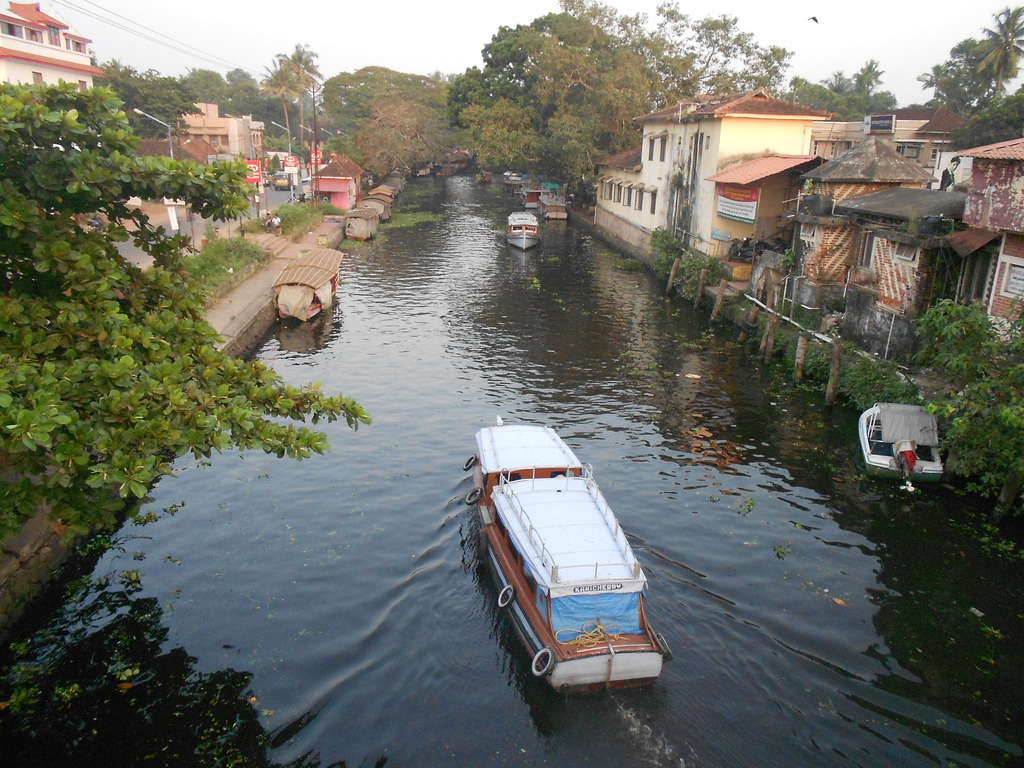
Alappuzha

Té una població de 2.105.349 (2001) i la ciutat ocupa 1.414 km². La població el 1881 era d'uns 30.000 habitants. La seva principal atracció turística a part de les platges, és un far de 26 metres d'alt que es pot veure a 30 km de la costa. Un canal passa pel mig de la ciutat i el creuen diversos ponts. El maharaja hi tenia un palau que encara es conserva.
Alleppi fou oberta al comerç estranger el 1762, i llavors ja existia el canal. Fou teatre d'un incident el 1809 quan una companyia de Sipais i soldats anglesos que s'havien aturat a la ciutat van ser massacrats pels nairs.